# Kinnikuman Muscle Grand Prix 2
Kinnikuman Muscle Grand Prix 2 est un jeu de combat développé par Banpresto et édité par Namco en 2007 sur System 246, puis porté sur PlayStation 2.

## Portage
PlayStation 2
2008